# مطار البليدة
مطار البليدة (بالإنجليزية: Blida Airport)‏ هو مطار عسكري يقع في الجزائر.